# Fontana luminosa (L'Aquila)
La Fontana luminosa è una fontana monumentale dell'Aquila, della quale costituisce uno dei simboli.

## Storia
Realizzata nel 1933 dallo scultore Nicola D'Antino a conclusione di un lungo e impegnativo progetto di sistemazione urbanistica della città cominciato nel 1927 (che lo portò anche alla realizzazione delle fontane gemelle di piazza Duomo), è stata sottoposta a numerosi restauri tra cui quello successivo al terremoto dell'Aquila del 2009 dal quale, tuttavia, la fontana non ha subito gravi danni, potendo tornare fruibile al pubblico già nel dicembre del 2016.

## Descrizione
Situata al centro di piazza Battaglione Alpini, all'ingresso di corso Vittorio Emanuele e, quindi, del centro storico della città, a fianco del Forte spagnolo, è caratterizzata da due nudi femminili in bronzo che sorreggono la caratteristica conca abruzzese, posti su una vasca a pianta circolare, rialzata da gradini rispetto al livello della strada. Prende il nome dal suggestivo gioco di luci sull'acqua che si anima nelle ore notturne e la sua funzione di propileo è accentuato dagli edifici gemelli di Palazzo del Combattente e Palazzo Leone prospicienti la fontana.
Circondata solo per metà da edifici, aprendosi per un quarto al parco del Castello e per il restante quarto alla zona degli impianti sportivi, la fontana costituisce, insieme alla piazza, un punto di ritrovo per gli aquilani.  Particolarmente apprezzato è il panorama che si ha dalla fontana verso il Gran Sasso d'Italia.